# 纬四街道
纬四街道是中国安徽省蚌埠市禹会区下辖的一个街道，位于禹会区北部，与蚌山区相接。辖区总面积2平方公里。
纬四街道北起淮河大堤，南至涂山路，西至席家沟。